# Bathybelos
Bathybelos is een geslacht in de taxonomische indeling van de pijlwormen. Het dier behoort tot de familie Bathybelidae. Bathybelos werd in 1973 beschreven door Owre.